# Художня обробка деревини
Худо́жня обро́бка деревини́ — найдавніший вид декоративно-прикладного мистецтва, виготовлення оригінальних виробів з дерева різноманітного функціонального призначення.
За формотворчими техніками художнє деревообробництво поділяється на відповідні галузі:

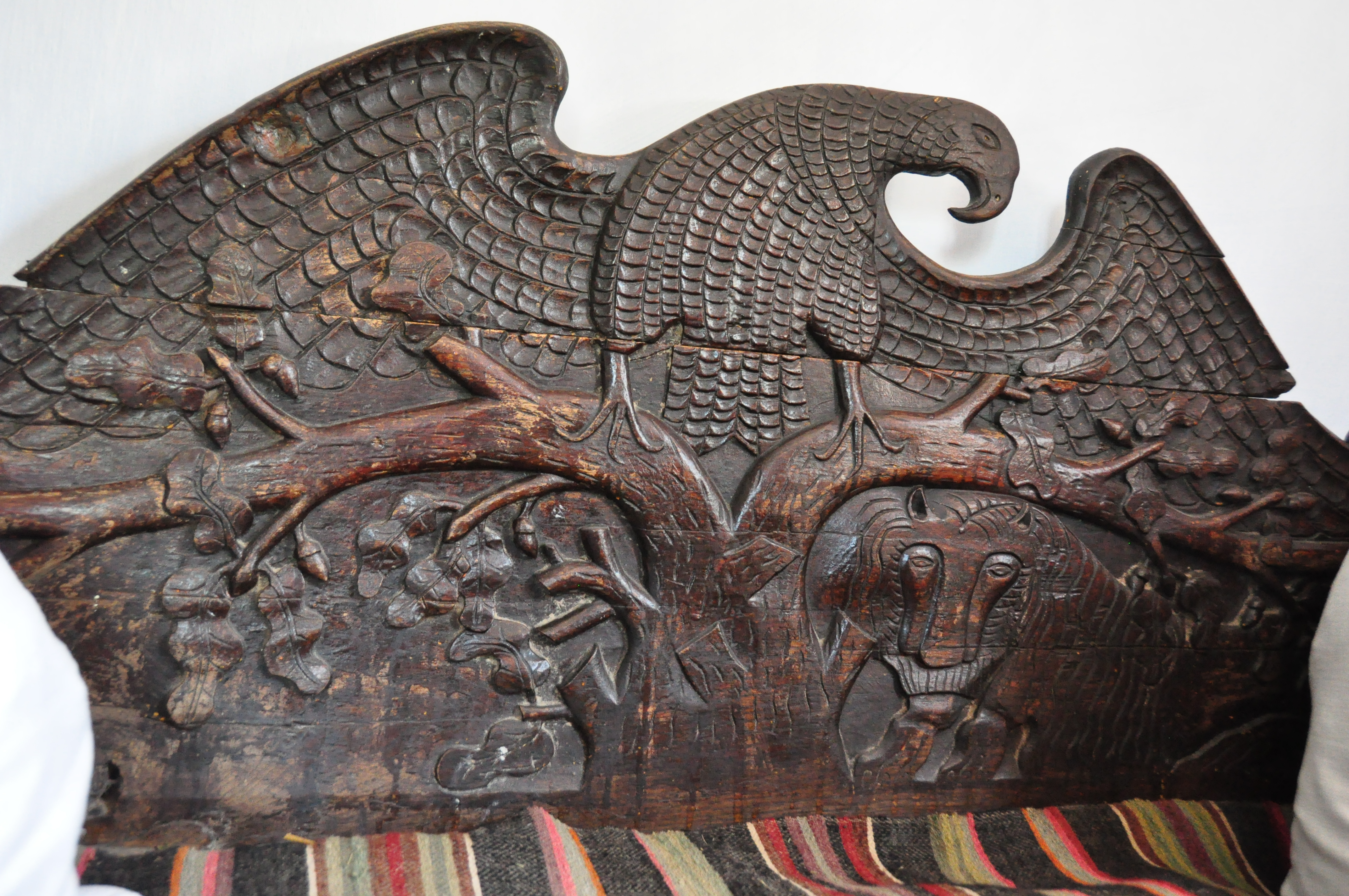
Різьблена спинка ліжка. Україна,
с. Заздрість, Тернопільської обл.

- бондарство;
- деревообробне токарство;
- теслярство-столярство
- декоративне різьблення.

## Історія
Загалом художня обробка дерева була вже добре розвинена за часів Русі. Відомо, що вже у І тис. н. е. дерево широко використовувалося в будівництві міст і сіл, князівських палаців і фортець. Серед ремісничих професій існували теслярі, ложкарі, бондарі, різьбярі та ін. Техніка обробки дерева була доволі різноманітна: видовбування, вирізування, розпис, випалювання тощо. Одна з найдавніших технік — видовбування — використовувалася для виготовлення побутових речей: посуду, корит, човнів. Художні твори з дерева посідають належне місце в колекції Національного музею українського народного декоративного мистецтва.
Нині збірка налічує близько п'яти тисяч творів XVI—XX ст. Колекція дає можливість визначити національну самобутність художнього різьблення в усій різноманітності локальних особливостей, розкрити розмаїття асортименту виробів, які відрізняються між собою за призначенням, формою та оздобленням.
Найбільшими групами музейних предметів є твори центральної частини України — Київщини, Полтавщини, Чернігівщини; західної — Івано-Франківщини, Львівщини; північно-західної — Житомирщини.
В Україні існувало багато видів художнього різьблення — площинне, рельєфне, кругле, наскрізне, але в кожному регіоні воно мало свою специфіку.
У площинному різьбленні, що має більш давнє походження, переважають геометричні елементи — розета, ромб, коло, хрест тощо.
Фіто-, зоо-, антропоморфні образи вирішували частіше в техніці рельєфної та круглої різьби.
Раритетними пам'ятками колекції є різьблений хрест 1576 р. з с. Іваничі Володимир-Волинського пов. Волинської губ., скульптура Архангела Михаїла, колонки від іконостасів, свічники, хрести, ікона св. Пантелеймона та цехова скринька XVIII ст.
У музеї зберігається цінна збірка хрестів XVIII—XIX ст. На деяких із них вирізьблено дату виготовлення і прізвище автора. Так, наприклад, один з них виконав майстер Федор Георгієв у 1720 р.
Окрасою колекції є твори, виготовлені в західних регіонах України, зокрема на Гуцульщині, які датуються другою половиною ХІХ — ХХ ст. Гуцульські майстри виробили власний художній стиль: площинну «суху» або «чисту» різьбу, яку іноді поєднували з іншою технікою, наприклад інкрустацією кісткою, перламутром, бісером, металом. Для прикрашання предметів використовували також контурне різьблення — «ритування». Прикладом може бути оздоблення гуцульських скринь.
Найвагоміший внесок у розвиток різьбярства Гуцульщини в другій половині XIX ст. зробив Юрій Шкрібляк — майстер із с. Яворів (нині Івано-Франківська обл.). Його творчість стала взірцем для наступних поколінь — синів і онуків майстра. У музейній збірці найбільш повно представлені твори Василя та Миколи Шкрібляків, Юрія та Семена Корпанюків, а також твори Дмитра Шкрібляка.
Новим явищем у мистецтві гуцульського різьблення XX ст. стали твори, виготовлені такими провідними косівськими майстрами, як Володимир Гуз, Василь Кабин, Іван Балагурак і Дмитро Тонюк, Микола Кіщук родом із с. Річка.
На Гуцульщині виготовляли бондарські вироби зі смолистих порід дерев, які орнаментували випалюванням. Найкращим автором таких виробів визнано Івана Грималюка із с. Річка Івано-Франківської обл.
Оригінальним є лемківське різьблення рослинного характеру. Ажурно-рельєфним орнаментом, що складався з листя, квітів, плодів, декорували тарелі, хлібниці тощо. Але переважає у збірці дерев'яна скульптура малих форм. Головними сюжетами пластичних композицій є анімалістичні образи та зображення на побутові й етнографічні теми. Серед авторів таких робіт слід згадати найвідоміших: Павла та Василя Одрехівських, Андрія і Степана Орисиків, Антіна Фігеля, Івана та Степана Кищаків, Андрія Сухорського, Юрія та Мирона Амбіцьких, Михайла Стецяка та інших.
Треба відзначити талант скульптора, народного художника України Василя Свиди з Ужгорода. Особливо яскраво його фантазія і неперевершена майстерність розкрилися в багатофігурних композиціях на теми з життя гуцулів.
На Поліссі існувала традиція прикрашати вироби з дерева не тільки різьбленням, а й інкрустацією соломкою. Зберіг і розвинув традицію цього мистецтва народний художник України Олександр Саєнко родом із Борзни Чернігівської обл.
На Лівобережній Україні, тобто на Київщині, Чернігівщині, Полтавщині, поширилася плоска тригранновиїмчаста різьба. Зразки виробів XIX—XX ст. саме з таким різьбленням у великій кількості представлено в збірці музею.
Розмаїття декору з зображеннями церков і Голгофського хреста в оточенні геометричного орнаменту вирізняють божниці, що слугували поличками для хатніх ікон.
Пластичністю форм, гармонійно підкреслених різьбленим декором, позначений дерев'яний посуд: сільнички, корячки, миски, ложки тощо, який мав не тільки ужиткове призначення, а й обрядове.
Особливий інтерес у збірці музею викликають пряничні форми для медяників із заглибленим у деревину різьбленим орнаментом, за допомогою яких робився відбиток у тісті.
Прагнення різьбярів зробити вироби потрібними та зручними в користуванні, а також естетично привабливими демонструють майстри у знаряддях праці (рублі, прачі) та деталях транспортних засобів (ярма, дуги, люшні, насади та задки до саней і возів).
Наприкінці XIX ст. і до 40-х років XX ст. у творчості українських народних майстрів і професійних художників спостерігається вплив стилю модерн. В цей час відбулося осмислення новітніх ідей, які знайшли втілення у поширенні нових форм і образів. Ознаки цього стилю помічаємо у творах Василя Гарбуза з с. Малі Будища Полтавської обл. Його талант особливо проявився у створенні різноманітних предметів, декорованих тригранновиїмчастим різьбленням.
Відлуння модерну виразно та яскраво знайшло втілення в скульптурних композиціях, які пронизані експресивним ритмом. Саме така скульптура приваблювала талановитого майстра художнього різьблення Якова Халабудного із с. Жуки на Полтавщині.
Наприкінці 60-х років XX ст. розвиток різьбярства на Полтавщині визначила творчість Валентина Нагнибіди та майстрів очолюваної ним кременчуцької школи, таких як Марія Переверзина, Микола Зацеркляний.
Київську школу представлено творами майстрів площинної різьби Володимира Виноградського, Франца Можаровського; чернігівську — роботами Миколи Панька.
Неперевершеними майстрами народної скульптури визнано Антона Штепу із с. Сваричівка на Чернігівщині та Михайла Міняйла з Охтирки на Сумщині. Серед творів А. Штепи на особливу увагу заслуговують композиції на етнографічні теми. М. Міняйло найяскривіше розкрив свій хист у роботах на історичну тему. Незважаючи на статичність постатей, порушення пропорцій, умовність зображення, їхні образи вражають надзвичайною цілісністю та внутрішньою експресією.
Класикою народної скульптури вважаються твори Петра Верни з хутора Гора, нині Бориспільського р-ну Київської обл. Особливо приваблювала майстра літературна тематика. Його улюбленими письменниками були Т. Шевченко, І. Котляревський, М. Гоголь. Талановитий різьбяр створив портретну галерею та сюжетні композиції за творами цих авторів.
Самобутнім майстром скульптурної пластики, різьбленої з дерева, є Василь Завгородній з Києва. Особливо його захоплювали сюжети з історії козацтва. Твори, декоровані розписом, становлять невелику, але дуже цінну групу музейних предметів, які дають уявлення про поширення цього способу прикрашання виробів з деревини.
До цієї групи належать мальовані весільні скрині, мисники, шафи, полиці, посуд XVIII—XIX ст., що були невід'ємною складовою селянського інтер'єру майже до середини XX ст. на Київщині, Чернігівщині, Полтавщині, Катеринославщині, Поділлі.
Скрині займали особливе місце в хаті. Вони мали не тільки ужиткове призначення (в них зберігали посаг), а й художньо-декоративну та обрядово-ритуальну функцію.
Численною групою творів є посуд, декорований розписом: миски, тарілки, таці з рослинним орнаментом. На деяких виробах трапляються зображення людини або натюрморти з овочів і риби, вдало закомпоновані у круглі чи хрестоподібні форми предметів.
Найкращі пам'ятки з дерева, що збереглися до нашого часу, свідчать про гармонію доцільності та краси. Різьбярі прагнули досягнути досконалості й пластичності форм предметів, а також довершеності й неповторності декору.